# Вопль (поэма)
«Вопль» (иногда название переводилось как «Вой», англ. Howl) — поэма одного из самых известных американских поэтов второй половины XX века Аллена Гинзберга, считающаяся самым известным произведением бит-поколения (наравне с романами «В дороге» Д. Керуака и «Голым завтраком» У. Берроуза). Публикация поэмы считается поворотным пунктом в истории современной литературы, днём рождения новой американской поэзии со свободной экспрессией, сексуальным либерализмом и иными ценностями, которые десятилетие спустя станут краеугольным камнем контркультуры США.
Впервые представленная общественности на знаменитых «поэтических чтениях в октябре 1955 года в Галерее Шесть», поэма завоевала огромный успех и привлекла к начинающему поэту Гинзбергу общественное внимание. Отдельной книгой «Вопль» вышел только год спустя в издательстве известного общественного деятеля, бизнесмена и поэта Л. Ферлингетти. Однако весь тираж был арестован полицией, Ферлингетти арестован, а поэма обвинена в непристойности. Последовавший вслед за этим суд снял все обвинения с «Вопля» и поспособствовал популярности произведения, вскоре ставшего классикой американской литературы XX века.

## История создания
17 октября — Видение Молоха после принятия пейотля.
август — Начало работы над поэмой «Strophes» (по мотивам галлюцинации Молоха), которую позже поэт переименовывает в «Вопль».

30 августа — В письме Керуаку Гинзберг первый раз упоминает, что, возможно, издательство City Lights (англ. City Lights Bookstore) опубликует сборник его работ.

7 октября — Чтение первой части «Вопля» в Галерее Шесть.

8 октября — Ферлингетти просит поэта выслать ему текст произведения.
18 марта — Чтение полной версии «Вопля» в Town Hall Theatre, Беркли.

март — Ферлингетти просит ACLU о защите его интересов в суде в случае, если возникнет необходимость.

март — Уильям Карлос Уильямс пишет вступительную статью к «Воплю».

16 мая — Гинзберг печатает 25 копий поэмы для друзей.

июнь — City Lights получают первые оттиски произведения от английского издателя, Villiers.

август — Ферлингетти печатает несколько книг и отсылает их Гинзбергу.

1 ноября — 1000 копий «Вопля» официально выходят в продажу.
25 марта — нераспроданные копии поэмы подвергаются аресту.

3 апреля — представитель ACLU заявляет, что юристы будут оспаривать арест в суде.

май — Ферлингетти печатает ещё 2500 копий книги.

19 мая — San Francisco Chronicle печатает статью о поэме в её защиту.

29 мая — снятие ареста с партии книг. Судья Lloyd Burke отказывается запускать делопроизводство.

3 июня — Ферлингетти арестовывают за распространение книги.

6 июня — после внесения залога Ферлингетти освобождён из-под стражи.

8 августа — запланировано слушание по делу «Вопля».

16 августа — дело передано другому судье.

5 сентября — девять свидетелей из литературного общества выступают в защиту поэмы.

3 октября — постановлением суда с «Вопля» и Ферлингетти сняты все обвинения.

октябрь — в честь празднования победы в суде City Lights выпускают 5 000 копий книги.
В середине 1940-х годов будущий поэт активно экспериментировал с марихуаной и бензедрином, находясь под влиянием своих близких друзей — У. Берроуза и Д. Керуака; тогда же Гинзбергу впервые приходит в голову идея о поэзии «Нового ви́дения». В 1948 году Гинзберг жил в Беркли, недавно переехав из Нью-Йорка; к этому времени он был безработным, был отчислен из университета, попробовал множество разнообразных психоделиков и наркотиков и был несколько раз арестован. Гинзбергу было наркотическое явление У. Блейка — которое, вдобавок к произошедшему ранее, в сильной мере поспособствовало началу работы над «Воплем». В 1949 году Гинзберга арестовали за кражу автомобиля; по настоянию профессоров Аллена его вместо тюремного заключения направляют в Колумбийский Психиатрический Институт для прохождения лечения и сеансов психоанализа. Именно здесь Гинзберг знакомится и вскоре становится близким другом Карла Соломона, которому впоследствии и посвятит «Вопль».
В 1954 году, приняв в своей квартире изрядную дозу пейотля, Гинзберг видит галлюцинацию, в ходе которой «Sir Francis Drake Hotel» предстаёт ему в виде лица чудовища — Молоха. Работу над «Воплем» поэт начал летом 1955 года. Бо́льшая часть произведения была написана в Caffe Mediterraneum в Беркли; незадолго до начала работы над материалом, посвятить поэзии всё своё свободное время Гинзберга уговорил его лечащий врач Филип Хикс (англ. Philip Hicks). Поначалу Гинзберг экспериментировал с паратаксисом, сочиняя короткую поэму о смерти Д. Воллмер — он показал материал своему другу К. Рексроту, нашедшему работу слишком академической. Рексрот посоветовал Гинзбергу «освободить свой голос» и писать от сердца; поэт серьёзно отнёсся к совету и начал творить, вдохновившись работами У. Карлоса, У. Уитмена, У. Блейка и Д. Керуака.
Я. Могутин отмечал, что поэма была написана Гинзбергом под воздействием большого количества наркотических веществ — пейотля, яхе и LSD-25; писа́л он фирменным стилем, лейтмотивом которого была идея о том, что «первая мысль — лучшая мысль». Сам поэт говорил: 
Мы [с У. Берроузом] опрокидывали стереотипы, но делали это без агрессии и истеричности. Как в моей поэме „Вопль“: „… Позволяя симпатичным матросам выебать себя в жопу и крича от удовольствия …“ Но согласно стереотипу это было бы „… и крича от боли …“ Хотя реализм заключается в том, что в таких случаях кричат от удовольствия, а не от боли. И этот реализм, здравый смысл, сочетающийся с юмором, приняли не только геи, но и многие „натуралы“.А. Гинзберг в интервью с Я. Могутиным
Сам автор называл «Вопль» подтверждением индивидуального восприятия Бога, секса, наркотиков и абсурда; подтверждением милосердия и сострадания, которые, по утверждению Гинзберга, являются основными эмоциями поэмы. Название было придумано Керуаком (с его же подачи получил название и «Голый завтрак» Берроуза).

## Содержание и художественные особенности
|                             | I saw the best minds of my generation destroyed by madness (англ.) |  | Я видел как лучшие умы моего поколения пали жертвой безумия (рус.) |  |
| первая строфа поэмы «Вопль» |                                                                    |  |                                                                    |  |

«Вопль», пишет Надин Клеменс (англ. Nadine Klemens), — это смесь автобиографии, апокалиптического видения мира, катарсиса и пророчества. Книга посвящена близкому другу Гинзберга, К. Соломону, мученику (как воспринимает его Гинзберг), олицетворяющему в глазах поэта поколение угнетённых божественных пилигримов. Поэма адресована культуре, которая, по мнению Гинзберга, погубила множество его друзей. «Вопль» состоит из трёх частей и сноски.
Часть I посвящена страданиям различных личностей, которых Гинзберг называет в первой же строке «лучшими умами моего поколения». Писатель говорил, что эти люди — со дна общества, к примеру наркоманы, гомосексуалы и психопаты; по большей части упоминаемые в первой главе «Вопля» люди — это те, кто причислял себя к поколению битников в 1950-х и 1960-х годах. Они открыто отрицали общество, в котором жили и которое было причиной их страданий. Отображение общества в поэме носит негативный окрас, что, опять же, по мнению Патрика Ведекинда (англ. Patrick Wedekind), весьма характерно для произведений битничества; Гинзберг обвиняет современное ему общество в том, что оно уничтожило его поколение — поколение, которое поэт считал святым. Автор характеризует общество как репрессивную систему, управляемую деньгами и насилием: «как кусали сыщиков в шеи и визжали от удовольствия в полицейских машинах, не повинные ни в каких преступлениях, кроме пьянства и воинствующей педерастии».
Часть II сконцентрирована вокруг «Молоха», хотя и затрагивает уже упомянутых в первой части личностей. Молох, семитское божество, поклонение которому отличалось жертвоприношениями, в «Вопле» воспроизводится в виде жертвы поколения Гинзберга обществу «холодной войны»; «Молохом» Гинзберг называет американское общество, в котором, по мнению поэта, доминируют деньги и насилие; он пишет: «Молох, чья кровь — финансовые потоки! Молох, чьи пальцы — как десять воинств!». Поэт даёт кошмарный взгляд на современное общество, аналогичный взгляду У. Блейка на Лондон.
Часть III целиком сконцентрирована на фигуре К. Соломона, находившегося в описанное время на лечении в психиатрической клинике (название данного заведения — Колумбийский Психиатрический Институт, но в тексте оно получает более короткое и звучное название «Рокленд»). В данной главе поэт воспевает мужество и стойкость своего друга; «душа невинна и бессмертна, и она не должна умирать непристойно в психушке усиленного режима», — пишет автор. Помимо этого, третья часть поэмы является связующим звеном между «Воплем» и «Супермаркетом в Калифорнии» — стихотворением Гинзберга, затрагивающим вопросы идеологии потребления и безумия, царящего в современном обществе, которое также рассматривается в качестве одного из ключевых произведений бит-поколения.
«Сноска к „Воплю“», изначально бывшая частью поэмы, по совету К. Рексрота была оформлена отдельно. В данной части Гинзберг даёт свою интерпретацию четверостишия Блейка из стихотворения «Странствие» (англ. The Mental Traveller) — «Все перехожие — бежать, / Дрожа в смятенье, как листва, / И шаром плоская Земля / Крутится в вихре естества» (англ. The guests are scatter’d thro’ the land / For the eye altering alters all; / The senses roll themselves in fear, / And the flat earth becomes a ball;). Гинзберг говорил: «Я вспоминал архетипический ритм Свят Свят Свят, рыдая в автобусе на Керни-Стрит, и занёс большую часть всего в записную книжку как раз там <…> я назвал это «Сноской к „Воплю“», поскольку это была очередная вариация на тему формы из Части II».
«Вопль» написан Гинзбергом под влиянием идеи о том, что «первая мысль — лучшая мысль»; данная методика частично навеяна идеями о «спонтанной» или «импровизационной» прозе Керуака, считавшего, что процесс письма не должен быть полностью осознаваемым действием, а должен быть движим исключительно потоком впечатлений от происходящего вокруг. Сам Гинзберг называл свой стиль «потоком сознания» (англ. stream of consciousness). Критики сходятся во мнении, что стилистически «Вопль» наиболее близок к верлибру. Наиболее весомое влияние на стилистику поэмы оказали У. Уитмен, У. Блейк и У. Уильямс, наставник Гинзберга.

## Чтения в Галерее Шесть
Впервые Аллен Гинзберг представил слушателям «Вопль» в ходе чтений в Галерее Шесть в районе Сан-Франциско под названием Норт-Бич 7 октября 1955 года. Мероприятие было организовано К. Рексротом для рекламы Гинзберга, Макклура и других молодых поэтов (также принимали участие Ф. Ламантиа, Г. Снайдер, Ф. Уэйлен и Д. Керуак) и собрало около ста пятидесяти человек, однако в точности восстановить события произошедшего представляется затруднительным; версия Макклура представлена в книге «Scratching The Beat Surface», Керуака — в «Бродягах Дхармы». Двадцатидевятилетний Гинзберг на тот момент практически не публиковался и никогда ранее не принимал участие в поэтических чтениях. «Вопль» был написан им всего несколько недель назад, потому никто ещё не слышал текста произведения и не читал его.

<…> я последовал за галдящей толпой поэтов на вечер в Галерее Шесть — вечер, который, кроме всего прочего, стал вечером рождения Сан-Францисского Поэтического Ренессанса. Там были все. Это был совершенно безумный вечер. <…> к одиннадцати часам, когда Альва Голдбук [Аллен Гинзберг], пьяный, раскинув руки, читал, вернее, вопил свою поэму «Вопль», все уже орали: «Давай! Давай!», как на джазовом джем-сейшне, и старина Рейнольд Какоутес, отец поэтической тусовки Фриско, утирал слёзы восторга. Сам Джефи читал славные стихи о Койоте, боге североамериканских равнинных индейцев (по-моему), во всяком случае, боге северо-западных индейцев квакиутль и всё такое прочее.— Джек Керуак, «Бродяги Дхармы»
Выступая, Гинзберг пел строки поэмы как еврейский кантор, мельком подглядывая в текст и произнося каждую новую строчку на едином дыхании. Присутствовавшие в галерее гости остолбенели, а Керуак в ритм выступающему поэту начал кричать: «Давай! Давай!» (англ. GO! GO!). По окончании чтения (только первой части поэмы, остальное ещё не было написано), Рексрот был в слезах, а Гинзберг получил удачный старт для своей будущей поэтической карьеры. Поэт уходил со сцены под громкие аплодисменты. Шесть месяцев спустя в своём дневнике Гинзберг написал: «Я величайший американский поэт»; потом он добавил: «Пусть Джек [Керуак] будет величайшим».

## Биографические отсылки и аллюзии

### Часть I
| Строка | Отсылка |
| «как в окрестностях Эл обнажали мозги перед небом и видели ангелов Мухаммеда и, прозрев, гуляли, пьяно шатаясь, по крышам жилых строений»                                                                                                 | Данные строки отсылают к рассказанной Гинзбергу Керуаком истории о «небесных приключениях» Ф. Ламантии после прочтения последним Корана. |
| «как шли коридорами университетов с нездешним сиянием в глазах, бредя Арканзасом и трагедией в духе Блейка среди студентов, вернувшихся с фронта»                                                                                         | В 1948 году у Гинзберга была галлюцинация, в которой У. Блейк читал свои поэмы; поэт говорил, что увиденное открыло ему связи во всём сущем. Позже он утверждал, что его эксперименты с наркотическими веществами были во многом попыткой воспроизвести данный опыт. |
| «как их изгоняли из институтов за шизу и расклейку непристойных стихотворений на окнах собственных черепушек» | Это была одна из причин, по которой автора исключили из Колумбийского университета, — он писал различные непристойности на грязном окне в своей комнате. Он предполагал, что одна из уборщиц учебного заведения была антисемиткой, потому что никогда не мыла его окно, — и выражал свои эмоции по этому поводу надписями «На хуй евреев» (англ. Fuck the Jews) и рисунками свастик. |
| «как ютились в неухоженных комнатах в одном исподнем, сжигая деньги в мусорных вёдрах и вслушиваясь в Ужас за каждой стеною» | Люсьен Карр сжёг свои безумные записи вместе с двадцатью долларами, уступив настойчивости своей матери. |
| «… между полюсами Канады и Патерсона» | Д. Керуак был франкоканадцем из Лоуэлла, Массачусетс, а Гинзберг вырос в Патерсоне, Нью-Джерси. |
| «как тонули ночь напролёт в субмариновом свете „Бикфорда“, выплывали затем и сидели вечером над выдохшемся пивом в пустынном „Фугацци“ …»                                                                                                 | «Бикфорд» и «Фугации» — нью-йоркские заведения, где часто проводили время битники. В «Фугацци» некоторое время работал Гинзберг. |
| «… танжерской ломоты, китайской мигрени, оставшись без героина в угрюмой меблирашке где-то в Ньюарке …» | У. Берроуз жил в Танжере, Марокко, когда Гинзберг писал «Вопль». Первый неоднократно испытывал героиновые ломки, о чём часто писал своему другу. |
| «… как изучали Плотина Эдгара По Святого Иоанна Креста телепатию и бибоп-каббалу потому что космос инстинктивно вибрировал у них под ногами в Канзасе»                                                                                    | Перечисляются известные мистики и мистицизм, которыми некоторое время увлекался Гинзберг. |
| «как исчезали в жерлах мексиканских вулканов» | Отсылка к Джону Хоффману (англ. John Hoffman), другу Ф. Ламантии и К. Соломона, погибшему в Мексике; также отсылка к книге «Под вулканом» М. Лаури. |
| «рыдая и срывая с себя одежду, и вой сирен Лос-Аламоса сбивал их с ног» | Об акции протеста, организованной Джулианом Беком, Джудит Малина и другими членами коллектива «The Living Theatre». |
| «как кусали сыщиков в шею … и как их стаскивали с крыш, размахивающих гениталиями и манускриптами» | Отсылка к Биллу Каннастре, который в реальности делал все описанные вещи; Каннастра умер, выпав из окна поезда в метро. |
| «святые мотоциклисты» | Отсылка к М. Брандо и его роли байкера в фильме «Дикарь». |
| «как колесили в поисках блядей по Колорадо на мириадах угнанных тачек — Н. К., тайный герой этих стихов …» | Н. К. — Нил Кэссиди, который угонял машины и у которого была репутация сексуально ненасытного молодого человека. |
| «как бродили всю ночь в наполненных кровью ботинках по сугробам в районе доков, ожидая, когда посреди Ист-Ривер откроется дверца, за которой — натопленная комнатушка опиумного притона …»                                                | Описание состояния Герберта Ханке, выпущенного из тюрьмы Райкерс-Айленд. |
| «а потом отправлялись к себе на чердак конструировать клавесины» | Об одном из друзей Гинзберга, который действительно собирал клавесины; поэт говорил с его женой незадолго до того, как начал работу над «Воплем». |
| «как кашляли в Гарлеме на шестом этаже, коронованные пламенем под чахоточным небом, окружённые ящиками из-под апельсинов, набитыми богословскими трудами»                                                                                 | Ссылка на комнату, которую автор снимал во время того, как ему явилось видение Блейка. Сосед по комнате Гинзберга был студентом теософского факультета и хранил книги в ящиках из-под апельсинов. |
| «как швыряли с крыши свои часы, голосуя за Безвременную Вечность» | Описание случая, произошедшего с университетским другом Гинзберга, Луисом Симпсоном, страдавшего от ПТСР. |
| «как сгорали заживо в неприметных чесучовых костюмах на Мэдисон-авеню …нитроглицериновый визг кудесниц рекламы …» | Одно время Гинзберг работал исследователем потребительского рынка в Сан-Франциско. |
| «Как прыгали с Бруклинского моста» | Ссылка на Т. Купферберга. |
| «как шевелили извилинами в тюрьмах» | Отсылка к книге «Le Condamne a Mort» Ж. Жене. |
| «как удалялись в Мексику чтобы ширяться без страха или в Скалистые горы разжалобить Будду или в Танжер к мальчикам или на Саузерн Пасифик к чёрным топкам локомотива или в Гарвард к Нарциссу или на кладбище Вудлоун блудить на могилах» | Большое количество битников отправлялись в Мексику пробовать наркотики — в частности, здесь Гинзберг ссылается на У. Берроуза. В «Скалистых горах» жила сестра Д. Керуака (описание этого периода есть в «Бродягах Дхармы»). Н. Кэссиди работал кондуктором на Саузерн Пасифик; Д. Холладер — выпускник Гарварда; мать Гинзберга, Наоми, похоронена на кладбище Вудлоун.             |
| «действовали под гипнозом радиоволн» | Ссылка на Наоми Гинзберг, страдавшей параноидной шизофренией; также это относится к реакции Антонена Арто на шоковую терапию и к его книге[какой?], с которой Гинзберга познакомил К. Соломон. |
| «как швырялись картофельным салатом в преподавателей дадаизма в Сити-Колледж оф Нью-Йорк» | Отсылка к одной из поэм[какой?] К. Соломона, в которой описывается аналогичная ситуация. |
| «в зловонных коридорах Пилгрим-Стейт, Рокленда и Грейстоуна» | Названы три медицинских учреждения, которые ассоциируются у Гинзберга со своей матерью и К. Соломоном. |
| «а мать окончательно ********» | Гинзберг утверждал, что замена слова звёздочками служила исключительно для заполнения пространства в тексте; отсутствие конкретного слова, по мнению писателя, должно было передать необходимую неопределённость. |
| «охваченные внезапным прозреньем алхимии эллипса каталога линейки и вибрирующей плоскости, как мечтали и создавали осязаемые разрывы во Времени и Пространстве»                                                                           | Данные строчки относятся ко времени поиска Гинзбергом своего стиля. К использованию эллипсов поэта подтолкнули хайку и работы Э. Паунда, а также У. Карлоса; «каталог» — отсылка к У. Уитмену. |
| «Pater Omnipotens Aeterna Deus» | Точная цитата из Поля Сезанна. |
| «способным перелопатить синтаксис и ритм убогой человеческой прозы» | Отсылка к методу «спонтанной\импровизационной» прозы, разработанному Д. Керуаком. |
| «выкладывающим начистоту здесь то, о чём не пристало говорить до смерти» | Ссылка на переводы Катулла, выполненные Луисом Зуковски; также — на последние строки романа Керуака «Видения Коди». |
| «eli eli lamma lamma sabachthani» | Одна из версий слов Иисуса на Кресте: «Боже Мой, Боже Мой! для чего Ты Меня оставил?». |

### Часть II
| Строка                                                              | Отсылка |
| «Молох! Одиночество! Мерзость! Уродство!»                           | Ссылка на книгу Левит 18:21. |
| «Молох, зодчий своего приговора!»                                   | Ссылка на Уризена Блейка. |
| «Молох бездушной тюрьмы со скрещёнными костями над входом!»         | Аллюзия к графической новелле Л. Уорд «Gods’ Man» (1929). |
| «Молох, чья грудь — как пожирающая людей мясорубка!»                | Сноска к нескольким фильмам Ф. Ланга. |
| «Молох, чьи глаза — тысячи ослепших окон!»                          | Гинзберг признавался, что вторая часть «Вопля» была навеяна отелем «Sir Francis Drake Hotel» в Сан-Франциско, который под воздействием пейотля предстал перед поэтом в виде монстроподобного лица. |
| «Молох, чья душа — электричество и банки!»                          | Отсылка к идеям Э. Паунда о ростовщичестве. |
| «… поднимая город к Небу, которое истинно и есть повсюду над нами!» | Сноска к «Одному лету в аду» А. Рембо. |

### Часть III
| Строка | Отсылка |
| «Я с тобой в Рокленде, где ты и я — великие писатели, печатающие в четыре руки на огромной пишущей машинке»                      | Гинзберг и Соломон писали сатирические письма М. Д. Шазалю и Т. С. Элиоту, которые так и не отправили.                        |
| «Я с тобой в Рокленде, где тебя поят чаем из собственных грудей старые девы Ютики»                                               | Ссылка на «Mamelles de Tiresias» Г. Аполлинера.                                                                               |
| «Я с тобой в Рокленде, где ты орёшь в смирительной рубашке»                                                                      | К. Соломон действительно подвергался шоковой терапии в психиатрическом центре Пилгрим.                                        |
| «Я с тобой в Рокленде, где ты лупишь по кататоническому пианино»                                                                 | Гинзберг получал выговор за то, что лупил по пианино в CPPI.                                                                  |
| «Я с тобой в Рокленде, где ты готовишься разодрать завесу небес над Лонг-Айлендом …»                                             | Центр Пилгрим расположен в Лонг-Айленде.                                                                                      |
| «Я с тобой в Рокленде, где ты в компании двадцати пяти тысяч товарищей по безумию хором поёшь последние строфы „Интернационала“» | Количество пациентов Пилгрима составляло двадцать пять тысяч человек. «Интернационал» был песней индустриальных рабочих мира. |
| «… стучащийся в дверь моего коттеджа в калифорнийской ночи»                                                                      | Ссылка на дом по Milvia Street в Беркли, где Гинзберг написал множество произведений, включая «Вопль».                        |

### Сноска к Воплю
| Строка | Отсылка |
| «… каждый день вечность!»                                                                                        | Ссылка на поэму Блейка «Auguries of Innocence». |
| «Святой Пётр святой Аллен святой Соломон святой Люсьен святой Керуак святой Ханке святой Берроуз святой Кэссиди» | П. Орловски, К. Соломон, Л. Карр, Д. Керуак, Г. Ханке, У. Берроуз, Н. Кэссиди.                                                                                        |
| «Свят пятый Интернационал»                                                                                       | Ссылка на четыре «Интернационала» — международные объединения коммунистических и социалистических групп и партий; пятый Интернационал, считал Гинзберг, не за горами. |

## Отзывы критики
Amazon

 WeRead

 Goodreads

 Shelfari

 LibraryThing
Критик The New York Times Ричард Эберхарт назвал «Вопль» «самой примечательной поэмой молодой группы [битников]» и хвалебной статьёй поспособствовал популярности произведения. Спустя некоторое время к Эберхарту присоединяется издание San Francisco Chronicle, публикующее положительную рецензию на поэму и порицающее арест партии книг. Вскоре после публикации «Вопль» принёс Гинзбергу славу и признание. К. О'Салливан назвал появление «Вопля» революционным событием для американской поэзии; П. Кэрролл обозначил «вехой поколения». Г. Снайдер говорил, что поэма — это «тяжеловесный список, но Гинзберг при чтении вслух как-то умудрялся приподнять его — так, что он парил над головами слушателей грациозно, как воздушный змей». «Его публикация в 1956 году произвела эффект разорвавшейся бомбы», — писал Я. Могутин в интервью, взятом у Гинзберга. Современные критики называют «Вопль» одной из самых влиятельных работ бит-поколения. Один критик[кто?] назвал поэму экскурсией во вселенную битников, проходящую на скорости тысяча миль в час.
В 1969 году первая часть поэмы транслировалась в эфире национальной телерадиовещательной компании Финляндии YLE. Произведение читалось тремя актёрами под джазовый аккомпанемент, специально записанный Генриком Отто Доннером (фин. Henrik Otto Donner). Программа сопровождалась 8-минутным вступлением, финский текст был дан по переводу А. Холло, до этого уже опубликованном в печатном виде и не вызвавшем никакого скандала. Программу услышала Арне Бернер (фин. Arne Berner), член Эдускунты, и подала депутатский запрос министру общественных работ, транспорта и коммуникаций. По итогам был составлен отчёт — «Вопль» был назван непристойным, а программа YLE — бесполезной и не следовавшей образовательным целям. Радиостанция получила выговор.
Седьмого октября 2005 года, на праздновании пятидесятилетия первых чтений «Вопля», торжественные мероприятия прошли в Сан-Франциско, Нью-Йорке и Лидсе. Происходившее в Великобритании торжество получило название «Howl for Now» и было ознаменовано публикацией одноимённой книги, включившей в себя множество эссе, посвящённых поэме. В августе 2007 года, на пятидесятилетней годовщине защиты «Вопля» первой поправкой к конституции США, в эфире Pacifica Radio должна была пройти программа с чтением поэмы, однако, опасаясь штрафов со стороны Федерального агентства по связи, руководство радиостанции отказалось от передачи. Вместо неё «Вопль» был выпущен в виде вебкаста в интернете.

## Издания
Первое издание:
- Ginsberg, Allen. Howl and Other Poems. — SF.: City Lights Books, 1956. — 44 p. — (Pocket Poets Series). — 1000 экз. — ISBN 9780872860179.

Л. Ферлингетти заинтересовался произведением Гинзберга после успеха в «Галерее Шесть». После публикации партия книг была изъята сотрудниками полиции, поэма объявлена «непристойной», а Л. Ферлингетти арестован. Девять свидетелей из сан-францисского литературного общества высказались в пользу поэмы, указав на её социальную значимость. В ходе процесса 3 октября 1957 года судья Клейтон Р. Хорн заявил, что поэма вполне пристойна — «Вопль» постановлением суда было разрешено печатать, а с издателя были сняты все обвинения. Данный судебный процесс стал не только важным событием в борьбе за свободу слова, но и привлёк общественное внимание к разбитому поколению. В 2006 году издательством «Harper Perennial Modern Classics» был опубликован текст поэмы с построчными комментариями, альтернативными версиями текста (из разных изданий), библиографией и дополнительными примечаниями и сносками. В 2010 году была издана графическая новелла Э. Друкера на основе «Вопля».
Первые фрагменты из поэмы на русском языке были опубликованы в журнале «Иностранная литература» в 1961 году. В отдельном двуязычном издании «Вопль» («Вой») был опубликован в 1998 году с переводом В. Нугатова. Более известна публикация в составе сборника «Антология поэзии битников», выпущенного в 2004 году издательством Ультра.Культура. В издание вошло несколько переводов поэмы — за авторством И. Кормильцева, Д. Борисова и Д. Жутаева.

## Экранизация
Фильм, основными темами которого стали чтения в Галерее Шесть и судебный процесс над «Воплем», был выпущен в США 21 января 2010 года. Режиссёрами картины выступили американцы Роб Эпштейн и Фридман, Джеффри (кинорежиссёр). Роль молодого Гинзберга исполнил актёр Джеймс Франко. Фильм вошёл в конкурсную программу 60-го Берлинского кинофестиваля и открывал кинофестиваль «Сандэнс» (англ. Sundance Film Festival). В России картина демонстрировалась в рамках Московского фестиваля американского кино 7 и 9 октября 2010 года.
Фильм получил по большей части положительные оценки. Картину и работу режиссёров похвалили критики The New York Times, New York Magazine и San Francisco Chronicle. По состоянию на конец августа 2011 фильм имеет рейтинг 62 % на Rotten Tomatoes (64 свежих и 39 гнилых рецензий); на портале Metacritic картина имеет 63 пункта из 100 (основываясь на 24 рецензиях); рейтинг IMDb фильма составляет 6.8.